# Лирика (группа)
«Лирика» — поэтическое объединение, возникшее в России в 1913 году. Организатором и идейным лидером группы был Сергей Бобров, среди участников были Николай Асеев, Борис Пастернак, Юлиан Анисимов, Вера Станевич, Сергей Дурылин, Семён Рубанович, Константин Локс. Группа стремилась проложить срединный путь между символизмом и футуризмом.
В том же году вышел одноимённый альманах группы; второй выпуск был запланирован, но так и не появился. Под тем же названием функционировало и издательство, в котором были опубликованы первые сборники Асеева («Ночная флейта») и Пастернака («Близнец в тучах»), а также сборник переводов Анисимова из Райнера Марии Рильке. Однако уже в начале 1914 года Бобров, Асеев и Пастернак сочли, что остальные участники группы недостаточно радикальны и художественно состоятельны, и заявили о своём выходе из неё, образовав более радикальное объединение «Центрифуга». После этого деятельность «Лирики» фактически прекратилась.